# Riens du tout
Riens du tout è un film del 1991 diretto da Cédric Klapisch.

## Trama
Dopo 100 anni, i grandi magazzini "Les Grandes Galeries" di Parigi stanno fallendo. Il consiglio di amministrazione assume il signor Lepetit, che ha un anno di tempo per risanare l'impresa. Degli investitori giapponesi vogliono acquistarli per farne un hotel di lusso. Lepetit elabora un piano strategico non convenzionale per aumentare la motivazione dei suoi dipendenti. Raggiunge questo obiettivo formando una squadra e organizzando attività congiunte come il bungee jumping. Il piano di Lepetit funziona, ma nel momento in cui Les Grandes Galéries sembrano essere salvate dalla bancarotta, vengono vendute a un altro investitore.